# Vendeuvre-du-Poitou
Vendeuvre-du-Poitou korábbi község Franciaország Új-Aquitania régiójában, Vienne megyében. 2017. január 1-jén három másik korábbi községgel egyesült és azokkal együtt Saint-Martin-la-Pallu új község része lett.
Lakosainak száma 3214 fő (2018. január 1.). Vendeuvre-du-Poitou Avanton, Chabournay, Cheneché, Jaunay-Clan, Marigny-Brizay, Neuville-de-Poitou, Ouzilly és Thurageau községekkel határos.

## Népesség
A település népessége az elmúlt években az alábbi módon változott:
| Lakosok száma | 3134 | 3203 | 5300 | 3195 | 3214 |
|               | 2013 | 2015 | 2016 | 2017 | 2018 |